# Roberto Osuna
Roberto Osuna Qunitero (né le 7 février 1995 à Juan José Ríos, Sinaloa, Mexique) est un lanceur droitier de la Ligue majeure de baseball.

## Carrière
Roberto Osuna signe en 2011 son premier contrat professionnel pour 1,5 million de dollars avec les Blue Jays de Toronto.
En 2013 et 2014, il apparaît sur la liste annuelle des 100 meilleurs joueurs d'avenir dressée par Baseball America, aux 90e et 93e rangs, respectivement,. Il obtient ce classement malgré une opération de type Tommy John pour réparer un ligament du coude droit en mars 2013. Le répertoire de lancers d'Osuna inclut une balle rapide régulièrement chronométrée à environ 153 km/h, un changement de vitesse, une balle glissante et une balle courbe.
Avec Dalton Pompey, Devon Travis, Miguel Castro, Daniel Norris et Aaron Sanchez, Osuna est l'une des 6 recrues choisies pour entamer la saison 2015 dans l'effectif des Blue Jays. Lanceur partant dans les ligues mineures, Roberto Osuna fait ses débuts dans le baseball majeur comme lanceur de relève pour les Blue Jays de Toronto le 8 avril 2015 face aux Yankees de New York et retire sur des prises le premier adversaire qu'il affronte, Alex Rodriguez. Il est à son premier match le plus jeune joueur en activité dans les majeures, et le premier né en 1995 à atteindre les grandes ligues.
Osuna est élu meilleur releveur du mois de juin 2017 dans la Ligue américaine et est le mois suivant invité pour la première fois au match des étoiles.